# 섹스미션
《섹스미션》(폴란드어: Seksmisja)은 1984년 개봉한 폴란드의 SF 코미디 액션 영화이다. 율리우즈 마슐스키가 감독·제작·공동각본을 맡았다.